# Hnidawa (stacja kolejowa)
Hnidawa (ukr. Гнідава, ros. Гнидава) – stacja kolejowa w miejscowości Łuck, w obwodzie wołyńskim, na Ukrainie. Leży na linii Lwów – Łuck – Kiwerce. Nazwa pochodzi od dzielnicy Łucka Hnidawy.
Przed II wojną światową istniał w tym miejscu przystanek kolejowy o tej samej nazwie.